# Francesca da Rimini (szimfonikus fantázia)
A Francesca da Rimini (oroszul: Фантазия «Франческа да Римини» (Fantazija «Francesca da Rimini»)) orosz szimfonikus fantázia (Op.32), Csajkovszkij műve. Francesca da Rimini (született da Polenta) ravennai signoria vezetője leányának alakját idézi fel. Dante Alighieri Isteni színjátékának (Pokol, V. ének) cselekményén alapul, amely az igen fiatalon férjhez adott Francesca férje öccse, Paolo da Rimini iránti tragikus szerelmét és az őket ért megtorlást beszéli el. A mű ajánlása Szergej Tanyejevnek szól. Az 1876-ban komponált zenét először Nyikolaj Rubinstejn adta elő Moszkvában.

## A mű leírása
A fantázia extrém szakaszai a pokol forgószeleit és a bűnösök nyögéseit jelenítik meg (csökkent szeptakkordok, lamento intonációk, viharos passzusok).
A kompozíció középpontjában a „Francesca története” (klarinétszóló) áll – Csajkovszkij kifejező, kiterjesztett és szenvedélyes cantilenájának csodálatos példája. Egyszerűen és szomorúan kezdődik, majd hullámokban fejlődik fel, egymást követő hullámvölgyekkel.
A téma variációs fejlődése a „könyv olvasása” fényes lírai epizódjához vezet (a Sir Lancelot lovagról szóló könyvet olvasva a szerelmesek felfedezik érzelmeiket), majd bekövetkezik a tragikus végkifejlet.
A szerző a mű komponálásához 1876 szeptembere végén, Bayreuthban kezdett hozzá, a partitúra viszont csak november 5-én készült el. Ebben leírt autogramjában elhelyezett irodalmi program Csajkovszkij részletesen kifejti a Francesca és Paolo tragikus szerelmi történetét bemutató V. dal kezdő és záró szakaszának tartalmát.

„Dante Vergilius árnya kíséretében leereszkedik a pokoli mélység második tartományába. Itt a levegőt nyögések, kiáltások és kétségbeesett kiáltások töltik meg. A sír sötétjében vihar tör és rohan. A pokoli forgószél dühösen rohan, vad forgatagában elragadva az életben elsötétült emberek lelkét. Különösen a két gyönyörű árnyék, Francesca és Paolo, akiket megdöbbentett ennek a fiatal árnypárnak a látványa, felhívja őket, és megkéri őket, hogy mondják el, milyen szörnyű büntetésben részesültek könnyeket ejtő Francesca árnyéka elmeséli szomorú történetét, akit szeretett Paolo, de akarata ellenére férjhez ment szeretett, púpos, görbe, féltékeny bátyjához. A kényszerházasság kötelékei nem tudták eltávolítani Francesca szívéből a gyöngéd szenvedélyt: »Egyedül voltunk« – mondja Francesca. Nemegyszer elsápadtunk, és tekintetünk találkozott. De egy pillanat mindkettőnket tönkretett. Amikor végül a boldog Lancelot megszakítja az első szerelmes csókot, ő, akitől most már semmi sem választhat el, remegő ajkaimra tapasztotta ajkát, és a könyv, amely először tárta elénk a szerelem titkait, lehullott. a kezünkből!… Ebben a pillanatban váratlanul belépett Francesca férje, és egy tőrdöféssel megölte őt és Paolót, és miután ezt elmondta, Francesca Paolo karjában ismét eszeveszetten elrohan. vadul nyugtalan forgószélben A végtelen szánalom elfogja, Dante kimerül, elájul és elesik.”

– »Pokol«. Dante verse. V. ének

## Fordítás
- Ez a szócikk részben vagy egészben  a(z)   Франческа да Римини (Чайковский) című orosz Wikipédia-szócikk ezen változatának fordításán alapul.  Az eredeti cikk szerkesztőit annak laptörténete sorolja fel. Ez a jelzés csupán a megfogalmazás eredetét és a szerzői jogokat jelzi, nem szolgál a cikkben szereplő információk forrásmegjelöléseként.

## Felhasznált irodalom
- Polina Vajdman: Франческа да Римини. (Hozzáférés: 2010. március 9.)
- Francesca da Rimini, Op.32 (Tchaikovsky, Pyotr Ilyich). International Music Score Library Project. [2012. február 25-i dátummal az eredetiből archiválva]. (Hozzáférés: 2010. március 9.)